# Eugnathichthys macroterolepis
Eugnathichthys macroterolepis és una espècie de peix de la família dels citarínids i de l'ordre dels caraciformes.

## Morfologia
- Els mascles poden assolir 14,5 cm de longitud total.[1][2]

## Alimentació
Menja peixets.

## Hàbitat
És un peix d'aigua dolça i de clima tropical (23 °C-27 °C).

## Distribució geogràfica
Es troba a Àfrica: conca del riu Congo.